# Caridina angulata
Caridina angulata is een garnalensoort uit de familie van de Atyidae. De wetenschappelijke naam van de soort is voor het eerst geldig gepubliceerd in 1905 door Bouvier.